# 新潟島

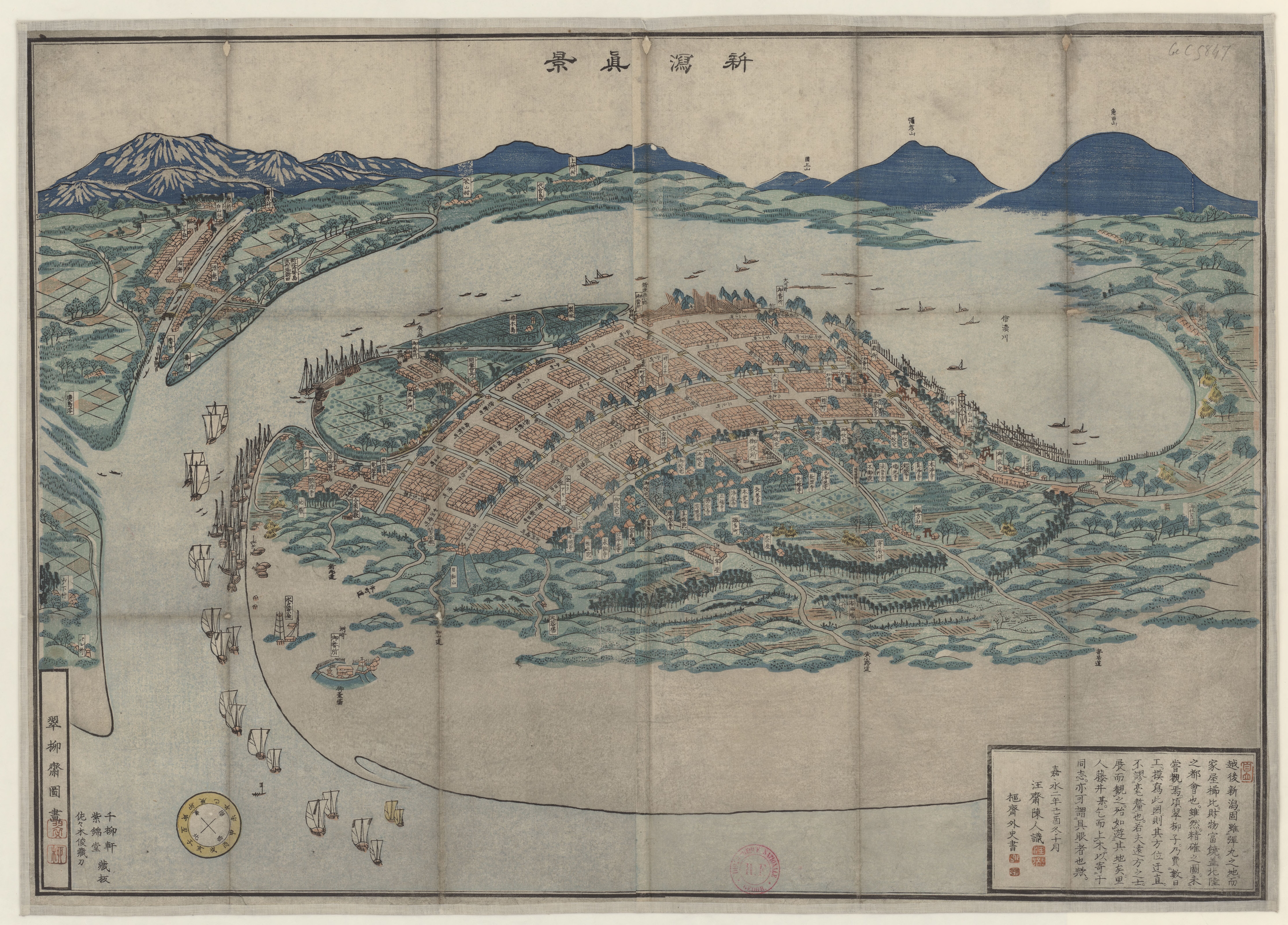
完全な「島」になる前の江戸時代末期の絵図

新潟島（にいがたじま）とは、新潟県新潟市中央区の信濃川、関屋分水路および日本海に囲まれた地域を指す。
元々は信濃川河口付近の左岸域であったが、1972年（昭和47年）の関屋分水路の開通によって周囲を水に囲まれ、結果的に「島」の形態となったことからこう呼ばれるようになった。
島中央部の古町エリアは近世から続く旧市街であり、現代においても新潟市の都心軸「にいがた2km」の一翼を担う。1889年（明治22年）市制施行時の新潟市域は、新潟島の島域とほぼ一致する。

## 概要

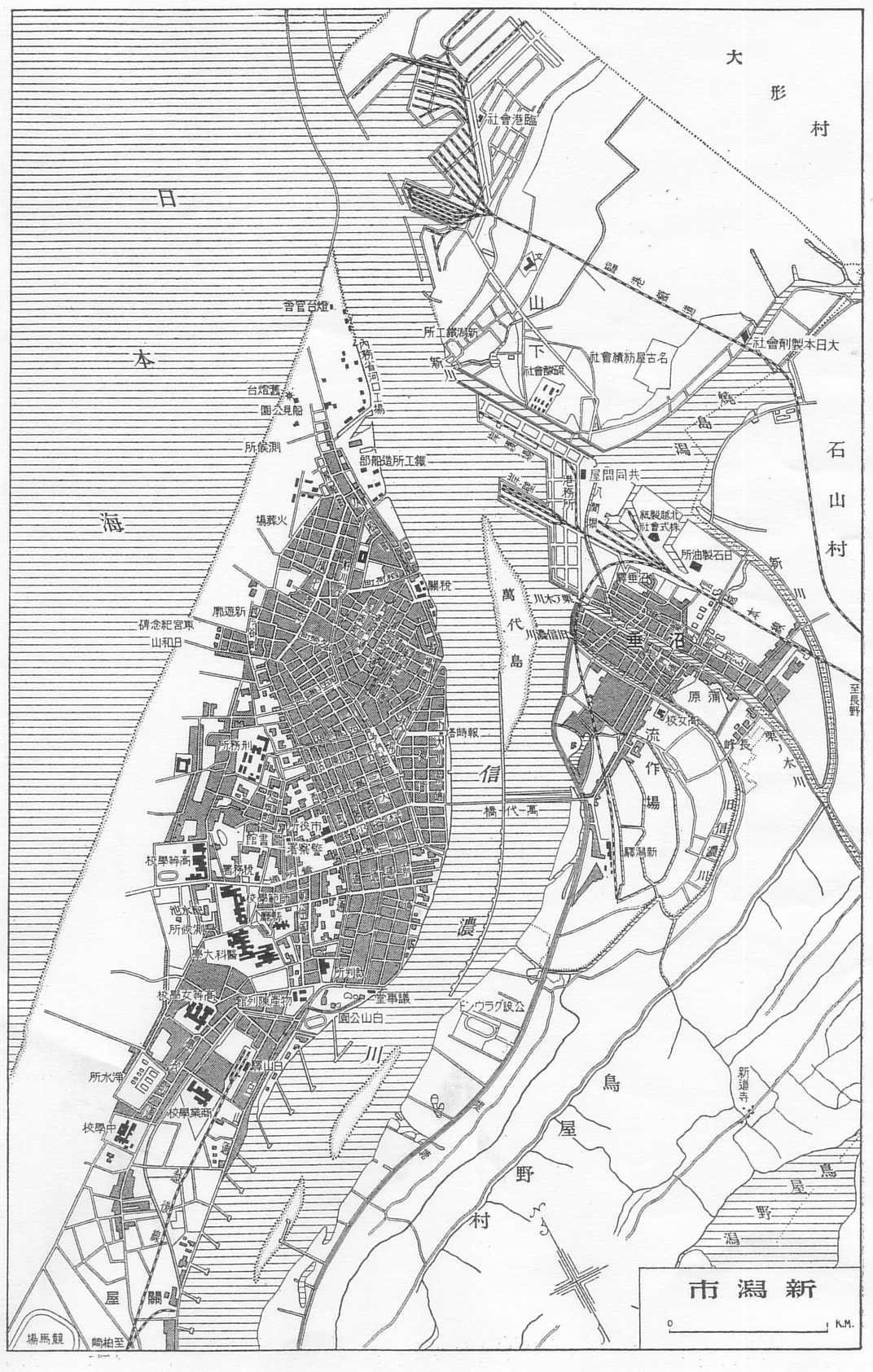
新潟島が坂井輪地区と陸続きになっていた1930年（昭和5年）頃の新潟市の地図。関屋分水路は図面左下の旧新潟競馬場から更に西側へ約1kmの付近で開削された。

### 呼称
「島」状になったのは1972年（昭和47年）であるが、「新潟島」と呼び始めた時期についての詳細は不明。ただし現在は、単なる市民の間での通称に留まらず、新潟市の行政でも市議会でも会議名や議題名に用いられるほど定着している。
「新潟島」と同様に新潟市において水で囲まれている地域には、下記がある。
- 信濃川・阿賀野川・通船川・日本海の4者に囲まれた地域
- 通船川・信濃川・阿賀野川・小阿賀野川の4者で囲まれた地域 → 亀田郷

### 面積
周囲約17km、面積約10km2。中央区（37.75km2）の1/4強の面積を占める。

## 人口減少
1889年市制施行当時の人口は46,353人。その後人口増加が進み、島全体の国勢調査人口は1965年（昭和40年）には13万0771人となった。
しかし新潟地震の影響や信濃川対岸側の開発、新潟県庁、新潟大学や有力企業（新潟日報社など）の郊外移転、佐渡汽船ターミナルの移転（下大川前→万代島）によって人口減少が急速に進み、1985年（昭和60年）には8万3175人、2005年（平成17年）には6万2195人と40年間で半減。島中央部の古町エリアと呼ばれる地域は長らく新潟市の金融・商業の中心地となっていたが、このうち商業は人口分布の変化が進むにつれて万代シテイや新潟駅周辺など信濃川対岸に移っていった。
2000年代以降も、北陸地方整備局や新潟明訓高等学校など島外移転の流れが止まらなかったが、一方でNSGグループの専門学校など都心回帰の動きも生まれつつある。

## 地形

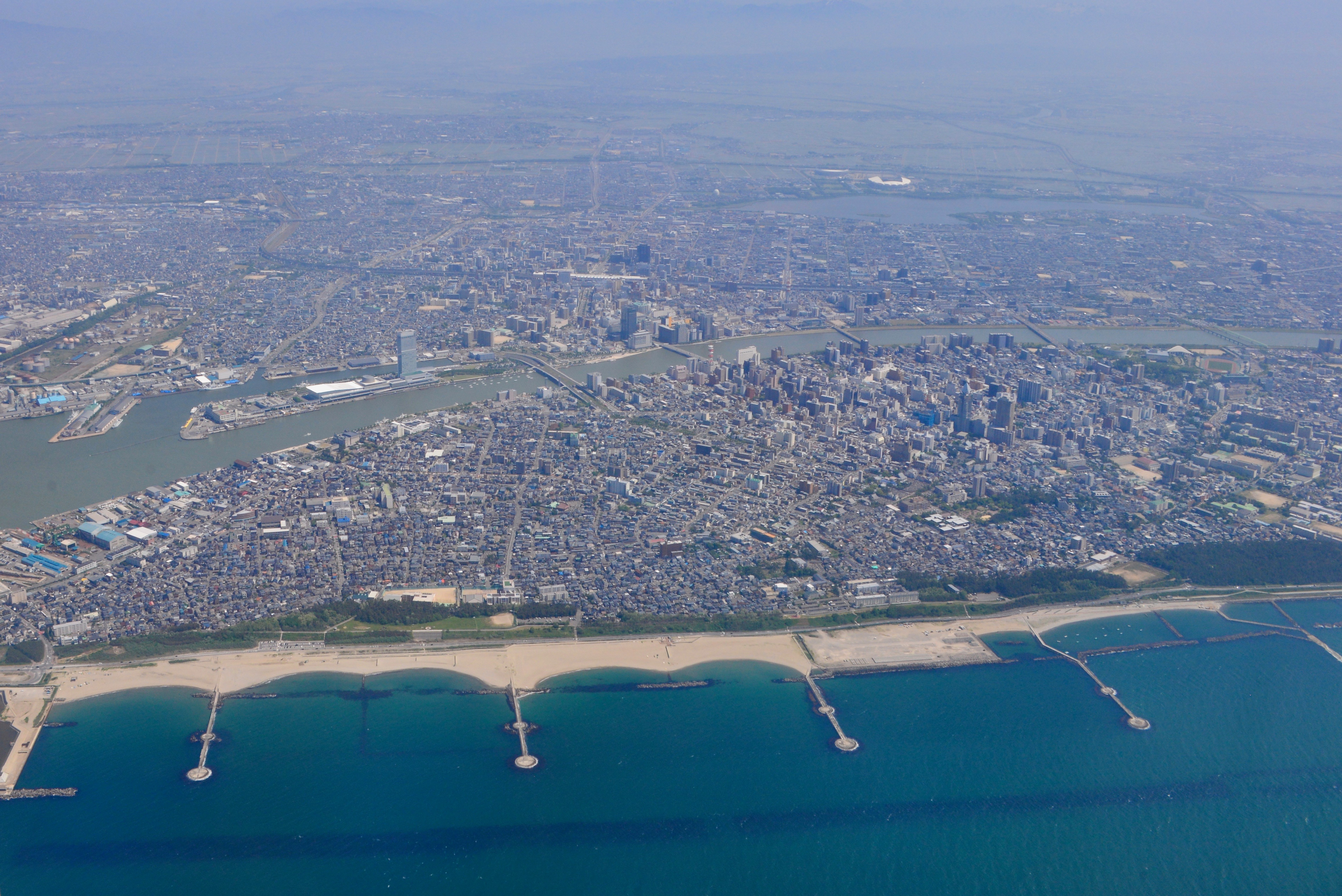
新潟海岸側から見た新潟島（手前側）

「新潟島」はその多くの面積が丘陵地で占められる。これは、海岸線に沿って形成された新潟砂丘に由来し、現在は住宅地・学校・公園などに利用されている。海岸線は1889年（明治22年）を基準とすると場所によって50mから350mも侵食されたため、日本海に向かって急峻な地形を見せる。
対照的に、信濃川沿いには海抜ゼロメートル地帯を含む海抜2m以下の狭い低地が続く。この低地は、河道跡・旧中州・後背湿地に由来し、現在は新潟市の中心市街地の一部を担っている。
このような地形的要素があるため、「新潟島」は地図上の形状も土地の高低も含めて、日本海側を刃背、信濃川側を刃とするメスと形状が似ている。

## 地域

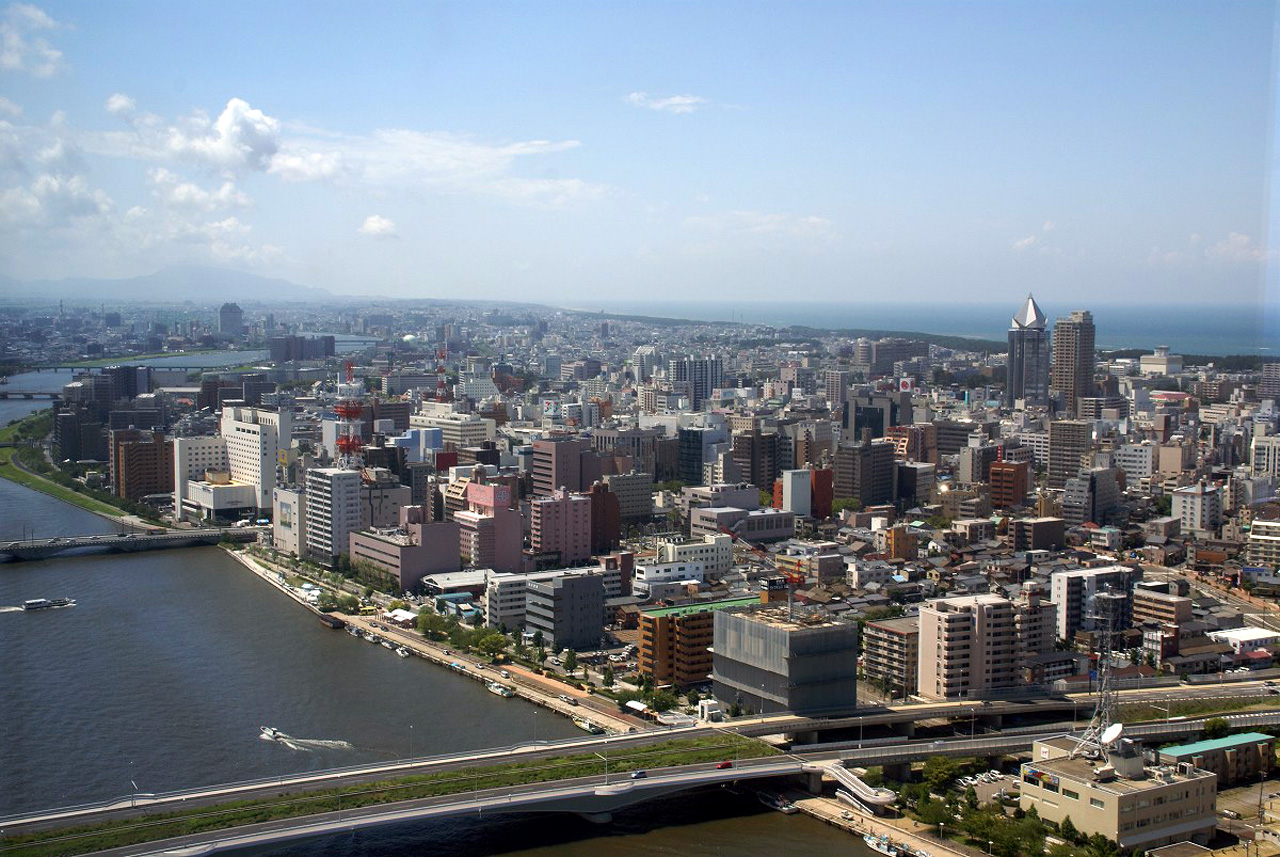
画像右側の地域が「新潟島」。

「新潟島」には繁華街・古町や新潟市役所、金融機関の本店があり、新潟市の都市機能が集中している。またマリンピア日本海やみなとぴあ、寄居浜などの観光スポットもある。2007年（平成19年）の政令指定都市移行の際に「島」をひとつの区とする案も浮上したが、最終的には沼垂、万代などの信濃川対岸地域と共に中央区となった。島内には新潟中央警察署が所在し、新潟島全域をちょうど管轄区域としている。
中心部である本町や古町周辺は古い中州の上に存在しており、かつて縦横に堀が張り巡らされていたが、1964年（昭和39年）の新潟国体の開催を機に全て埋め立てられ、道路網に取って代わられている。これらの堀の名残は現在も地名（東堀、西堀、一番堀など）に残っている。
北西部は日本海に面しており、寄居浜、関屋浜などの海水浴場やマリンピア日本海などの施設がある。また、海岸線に沿って東西に砂丘が走っており、かつては飛砂防止のために大規模な植林が行われた所であるが、現在では住宅地として開発が進んでいる一方、一部は西海岸公園として整備されている。

### 新潟
新潟区が発足する1879年（明治12年）以前までの「新潟町」の区域。
下島 （しもじま）
新潟島の北部に位置し、明和年間から寛延年間にできた島を前身とする地域。古くは中州であった地区であり、中州ごとに開発が進んだため、独特の入り組んだ路地によって構成され、低層住宅が広がる住宅地となっている。北部は船見町、附船町、入船町、湊町通などといった港に関連した地名があり、国土交通省港湾空港整備事務所や新潟造船といった港湾施設が立地する。
近年では、新潟市東部と新潟島を結ぶ水底トンネル（新潟みなとトンネル）の出入口として交通量も少なくなく、柳都大橋に接続する広小路の拡張や画廊の立地などにより、小規模なジェントリフィケーションが起きている。また、この地域は海抜ゼロメートル地帯、かつ、後背湿地の上に存在しているため、地震や水害に弱いとされる。
白山神社を基準（「上（かみ）」）として、柾谷小路より北東部の地域を下町（しもまち）とも呼ぶこともある。
上島 （かみじま）
寛延年間にできた島を前身とする地域。新潟市歴史博物館（みなとぴあ）などが立地する。
毘沙門島 （びしゃもんじま）
寛延年間にできた島を前身とする地域。
厩島 （うまやじま）
寛延年間にできた島を前身とする地域。
古町
寄居の地にあった新潟町が1655年（明暦元年）に移転して以降、新潟町の区域となった地区。
新潟島で最も古い地区であり、新潟市の中心業務地区に当たる。多くの飲食店やホテルがこの地区に立地し、新潟県の地方銀行第四北越銀行の本店、三井住友銀行・みずほ銀行といった都市銀行の新潟支店、日本銀行新潟支店などがあり、新潟県経済の中心地である。
榛島・秣島 （はんのきじま・まぐさじま）
古町の南、現在の礎町付近。

### 寄居
寄居（よりい）。新潟区が発足する1879年（明治12年）以前までにあった「寄居白山新田村」の区域。
古町に隣接する地区であり、砂丘によって形成される高台に多くの邸宅が並ぶ地区である。砂丘の麓付近の西大畑は坂口安吾の生誕地としても知られ、安吾 風の館、砂丘館（旧日本銀行新潟支店長宅）、行形亭、旧齋藤家別邸などの和風屋敷が点在する。旭町通2番町には、高台を利用した新潟市水道局の南山配水場があり、上層階は展望台・日本海タワーとして、2014年（平成26年）まで一般に公開されていた。

### 白山浦
白山浦（はくさんうら）
1887年（明治20年）に新潟区に編入された西鳥屋野島を前身とする地域。白山公園の西側一帯を指し、新潟大学医学部を始め多くの学校がこの地区に立地している。また、新潟市役所（かつての新潟県庁）、新潟地方裁判所などの官公庁も立地している。
川岸町 （かわぎしちょう）
昭和初期の信濃川埋め立てによってできた地域。

### 関屋
新潟島の最も西に位置し、主に住宅街となっている。また、新潟競馬場（関屋競馬場）もかつてはこの関屋に存在したが、関屋分水路掘削地域の住宅代替地捻出のために旧豊栄市（現在の新潟市北区）へ新築移転した。その名残が新潟競馬場で開催される中央競馬の重賞競走の関屋記念 (GIII) である。また現在でも踏切の名前などにその痕跡を残している。

## 商業

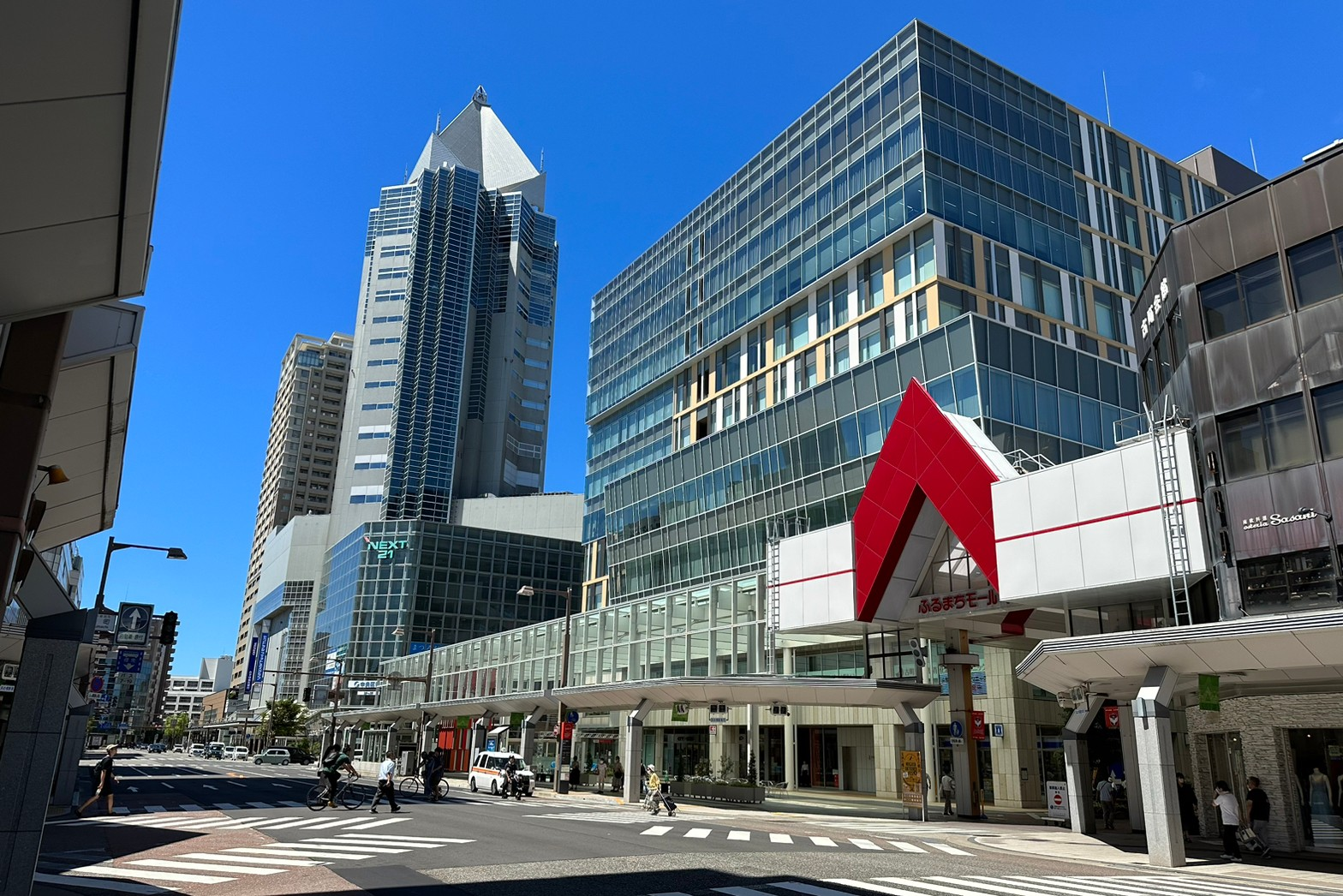
ふるまちモールと柾谷小路が交わる「古町」交差点（2023年8月）

### 商業地
新潟市の旧市街である古町地区は、一帯が商店街となっている。古町通と本町通の一部には全蓋式アーケードが架かるほか、片持ち式アーケードや雁木を備えた通りも分布する。このうち本町通は「新潟の台所」とも呼ばれ、生鮮食料店などが並ぶ地区となっている。その他の商業集積地としては、本町通12番町の「フレッシュ本町」や、白山地区の国道116号の北側に「学校町通り」等がある。
関屋地区には郊外型の商業施設があり、歴世石油及び新潟硫酸の跡地を利用したショッピングセンターも存在する。
かつては新潟大和や新潟三越、イトーヨーカドー丸大など都市型の大型商業施設も島内にあったが、前述の島内人口激減によって殆どが姿を消し、2025年現在は丸大跡のCiiNA CiiNA 丸大新潟程度となっている。
一方で旧市街の地の利を活かし、個人店や小規模店舗の集積地としては市内随一であり、上古町商店街など若者主体の商店街も見られる。

#### ホテル
旧市街のエリアに多くのホテルが集中している。サーカス団のコックとして来日したイタリア人ミリオーレが1875年（明治8年）に創業したホテルイタリア軒、ホテルオークラ新潟、新潟グランドホテルなどの老舗ホテルの他にも、中規模ホテルや、東横イン、アパホテルなどのチェーン系列のホテルも立地している。
新潟島の主要なホテルは以下の通り。
- ホテルイタリア軒
- ホテルオークラ新潟
- 新潟グランドホテル
- ホテルディアモント新潟
- 新潟シティホテル
- カントリーホテル新潟
- ホテルクラウンヒルズ新潟（旧ザ・ホテル金寿）

## 交通
新潟島は「島」状ゆえに、外部からのアクセスは橋もしくは水底トンネル（新潟みなとトンネル）、水上バス（信濃川ウォーターシャトル）に限られる。
交通ターミナルである新潟駅や新潟空港、佐渡汽船ターミナル、万代シテイバスセンターや、高速道路・幹線国道（新潟バイパス）のインターチェンジはいずれも島外にあり、新潟島はネットワークとして不利な状態となっている。
かつては萬代橋から約3 km先の信濃川河口まで橋が無く、萬代橋の渋滞が深刻な問題となっていたが、2002年（平成14年）に新潟みなとトンネルおよび柳都大橋が開通したことによって改善された。
また西部方面との往来を担う関屋大橋と有明大橋も混雑するため、時間帯による車線変異（リバーシブルレーン）区間の導入など対策が行われている。

### バス
新潟島の公共交通機関は新潟交通が運営する路線バスが主であり、そのほか新潟市観光循環バスや住民バス「にこにこ号」などがある。新潟交通のバスは新潟島内は均一料金である。
新潟駅から新潟島を経由して西区方面へ結ぶ路線は、堀割橋を通るW1 有明線、有明大橋を通るW2 西小針線、関屋大橋を通る萬代橋ラインなど多く設定されており、その全ての路線は中心業務地区の古町がある柾谷小路を通る。そのため、古町地区と新潟駅の間は日中で4分に1便、ラッシュ時で1分に1便の頻度で運行されているため、信濃川で隔てられた両地区を結ぶ役割を担っている。また、市役所前を発着する郊外へ向かうバス路線も設定されている。
かつては県外各地への高速バスも通っていたが、現在では県内各地への高速バス「ときライナー」のみ、古町、市役所前、がんセンター前の停留所を通る。

### 鉄道
新潟島にある鉄道駅はJR越後線白山駅、関屋駅。運行は昼間で20分に1便程度である。白山駅の北側には新潟県立新潟高等学校、新潟県立新潟商業高等学校、新潟県立中央高等学校、新潟青陵高等学校など高校が多く立地するため学生の利用も多いほか、新潟市役所の最寄駅でもあり、亀田駅と並び新潟市内で2番目に乗車人員が多い駅となっている。関屋駅は、北側に日本歯科大学新潟キャンパス（旧・新潟県立新潟工業高等学校校舎）、南側に新潟第一高等学校、専門学校が建ち並び、千歳大橋を渡った先にある新潟県庁の最寄駅でもある。
かつては新潟交通電車線が運行していたが、1999年（平成11年）4月5日をもって廃止された。

### トンネル・橋梁
信濃川河口から関屋分水路河口へ時計回りの順に
（日本海）
- 新潟みなとトンネル - 新潟県道4号新潟港横越線(郊外側)、新潟市道(島側)
- 柳都大橋 - 国道7号
- 萬代橋 - 国道7号（8号、17号、113号重複）
- 八千代橋
- 昭和大橋 - 新潟県道164号白山停車場女池線
- （越後線鉄道橋）
- 千歳大橋 - 国道116号（国道289号重複）
- 本川大橋

ここまで信濃川、ここから関屋分水路
- 関屋大橋 - （建設当時は国道8号）現新潟県道16号新潟亀田内野線（以前、上流側歩道は新潟交通電車線の線路になっていた）
- （越後線鉄道橋）
- 有明大橋 - （建設当時は国道116号）現新潟市道曽和インター信濃町線（別名西大通り）
- 堀割橋 - （建設当時は主要地方道新潟寺泊柏崎線、次いで国道402号）現・新潟市道文京町五十嵐二の町線と変遷
- 浜浦橋 - 国道402号（新潟海岸バイパスへ接続。別名日本海夕日ライン）
- 新潟大堰橋 - 新潟市道西1-94号線（新潟市西部方面からの一方通行路）

（日本海）

## 文化・スポーツ
白山公園に隣接して、新潟市民芸術文化会館、新潟県民会館、新潟市音楽文化会館があり、ホールを備えた施設が集中している。特に新潟市民芸術文化会館はこの中で最も大きな施設であり、1900席収容のコンサートホール、劇場、能楽堂などの施設がある。また、第四北越銀行本店内に「だいしほくえつホール」がある。
毎年1月と7月には、古町地区を中心とした音楽イベント「新潟ジャズストリート」が開催され、5月にはクラシックの音楽イベント「ラ・フォル・ジュルネ新潟「熱狂の日」音楽祭」が開催される。
スポーツ施設として、白山公園に隣接して新潟市陸上競技場、新潟市体育館があり、西海岸公園内に、新潟市営プール（屋外・屋内）がある。新潟島東岸のやすらぎ堤はランニングコースとして市民に多く利用され、新潟島一周自転車道の一部でもある。
毎年10月には新潟島と新潟市西部をコースとする「新潟マラソン」が開催される。
新潟島の主要な文化・スポーツ施設は以下の通り。
- 新潟市民芸術文化会館（りゅーとぴあ）
- 新潟市音楽文化会館
- 新潟県民会館
- 新潟市美術館
- 新潟市歴史博物館（みなとぴあ）
- 新潟県政記念館
- 新潟市陸上競技場
- 新潟市体育館
- クロスパルにいがた